# نیروی سپر لیبی
نیروی سپر لیبی، یک سازمان مسلح است که در سال ۲۰۱۲ از گروه‌های مسلح ضدقذافی که در سراسر لیبی پخش شده بودند، تشکیل شد. مجلس لیبی، بسیاری از نیروهای سپر لیبی را تروریستی معرفی کرد و عناصر نیروی سپر لیبی در اوایل سال ۲۰۱۲، به عنوان مرتبط با القاعده، شناسایی شدند.
از زمان وقوع دومین جنگ داخلی لیبی، نیروی سپر لیبی با طرف بنیادگرای اسلامی مرتبط بوده است. همچنین گزارش شده که این گروه در سال ۲۰۱۹ به دولت وفاق ملی در دفاع از طرابلس در برابر حمله ارتش ملی لیبی کمک کردند.